# Force de Défense de Nouvelle-Zélande
La New Zealand Defence Force (NZDF, en maori Te Ope Kaatua o Aotearoa) se compose de trois branches : la New Zealand Army, la Royal New Zealand Navy et la Royal New Zealand Air Force. Son commandant en chef est le gouverneur général (poste aujourd'hui occupé par Dame Cindy Kiro) qui exerce le pouvoir sur les conseils du Ministre de la Défense de la Nouvelle-Zélande,(Peeni Henare), en accord avec le Defence Act 1990. Le commandant et dirigeant de la NZDF est le Chief of Defence Force (CDF), lieutenant général Jeremiah « Jerry » Mateparae (du 1er mai 2006 au 24 janvier 2011), qui agit également en tant que premier conseiller militaire auprès du ministre de la défense.
Les forces armées de la Nouvelle-Zélande ont trois objectifs : défendre le pays contre des menaces externes de faible niveau, contribuer à la sécurité régionale, et jouer un rôle dans les efforts pour la sécurité globale. La Nouvelle-Zélande considère ses besoins en défense comme modestes à cause de son isolement géographique et ses relations cordiales avec ses voisins. Au 30 juin 2018, elle compte 9 354 militaires d'active, 2 420 réservistes et 2 296 civils soit 14 770 personnes .

## Histoire

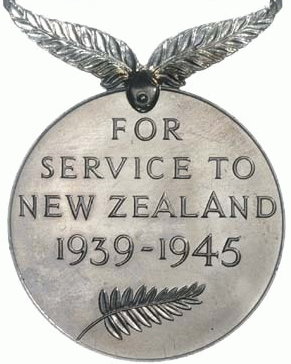
Verso d'une médaille pour les vétérans de la Seconde Guerre mondiale

Les forces militaires de la Nouvelle-Zélande s'inspirent de celles du Royaume-Uni, ancien pouvoir colonial qui protégeait alors les colons Européens dans le pays ainsi que, plus tard, les résidents du dominion. Les forces militaires indépendantes néo-zélandaises n'émergent qu'au début du XXe siècle et serviront leur pays aux côtés des Australiens et Britanniques lors des première et seconde guerres mondiales avec notamment le Corps d'armée australien et néo-zélandais connut sous le nom d'ANZAC. Au fur et à mesure que la Nouvelle-Zélande s'éloigne du Royaume-Uni, elle se lie militairement avec l'Australie et les États-Unis.
Elle est signataire du traité ANZUS, pacte militaire entre elle, l'Australie et les États-Unis. Depuis la suspension de coopération de la part des États-Unis en 1986 à la suite de l'adoption d'une politique anti-nucléaire de la part du gouvernement Néo-Zélandais, la Nouvelle-Zélande ne coopère qu'avec l'Australie.
La NZDF est fondée par le Defence Act de 1990.

### Ordre de bataille en décembre 1941
Au moment du déclenchement de la guerre du Pacifique, les forces néo-zélandaises participent à la guerre du Désert, à la guerre aérienne en Europe et la défense des positions alliés en Asie-Pacifique :
Armée de terre, général Edward Puttick (en), chef d'état-major
- Forces armées métropolitaines (Forces actives, réserves territoriales et Home Guard (New Zealand) (en))
  - Northern Military District (Auckland) :

4 divisions territoriales
Principales unités : 1st Brigade, 1st Monted Rifle Brigade, 1st Artillery Bridage Group
- - Central Military District (Wellington) :

4 divisions territoriales
Principales unités : 2nd Brigade, 2nd Monted Rifle Brigade, 2nd Artillery Bridage Group
- - Southern Military District (Christchurch, île du sud)

4 divisions territoriales
Principales unités : 3nd Brigade, 3nd Monted Rifle Brigade, 3nd Artillery Bridage Group
2nd New Zealand Expeditionary Force (NZEF)
- Section Pacifique :

8th Brigade Group (en) renforcé, général Cunningham : 5 bataillons aux Fidji avec détachements aux Samoa, aux îles Cook, à Tahiti et en Nouvelle-Calédonie
- Section Proche-Orient :

2e division d'infanterie (Nouvelle-Zélande), général Bernard Freyberg : 4e, 5e et 6e brigades au royaume d'Égypte
Force aérienne, Group Captain Cochrane, chef d'état-major
- Nos 1, 2 et 3 Squadrons en Nouvelle-Zélande (23 Lockheed Hudson et 15 Vickers Vincent)
- Nos 4 et 5 Squadrons aux Fidji (4 Douglas B-23 Dragon, 6 Vickers Vincent et 2 Short Singapore)
- No 485 Squadron en Angleterre (Supermarine Spitfire)
- No 488 Squadron en Malaisie britannique (Brewster Buffalo)
- No 489 Squadron en Écosse (Bristol Beaufort, Bristol Blenheim)
- No 490 Squadron au Soudan anglo-égyptien (?)
- No 75 Squadron de la Royal Air Force en Angleterre (Vickers Wellington du Bomber Command, équipages néo-zélandais)

Marine
La New Zealand Division of the Royal Navy devint la Royal New Zealand Navy (RNZN) à partir du 1er octobre 1941, les navires prenant désormais le préfixe HMNZS (Her/His Majesty's New Zealand Ship)
- New-Zealand Squadron : 2 croiseurs légers, le HMNZS Achilles et le HMNZS Leander
- 25th Minesweppers Flotilla : 7 dragueurs de mine

## Branches

### Armée de terre

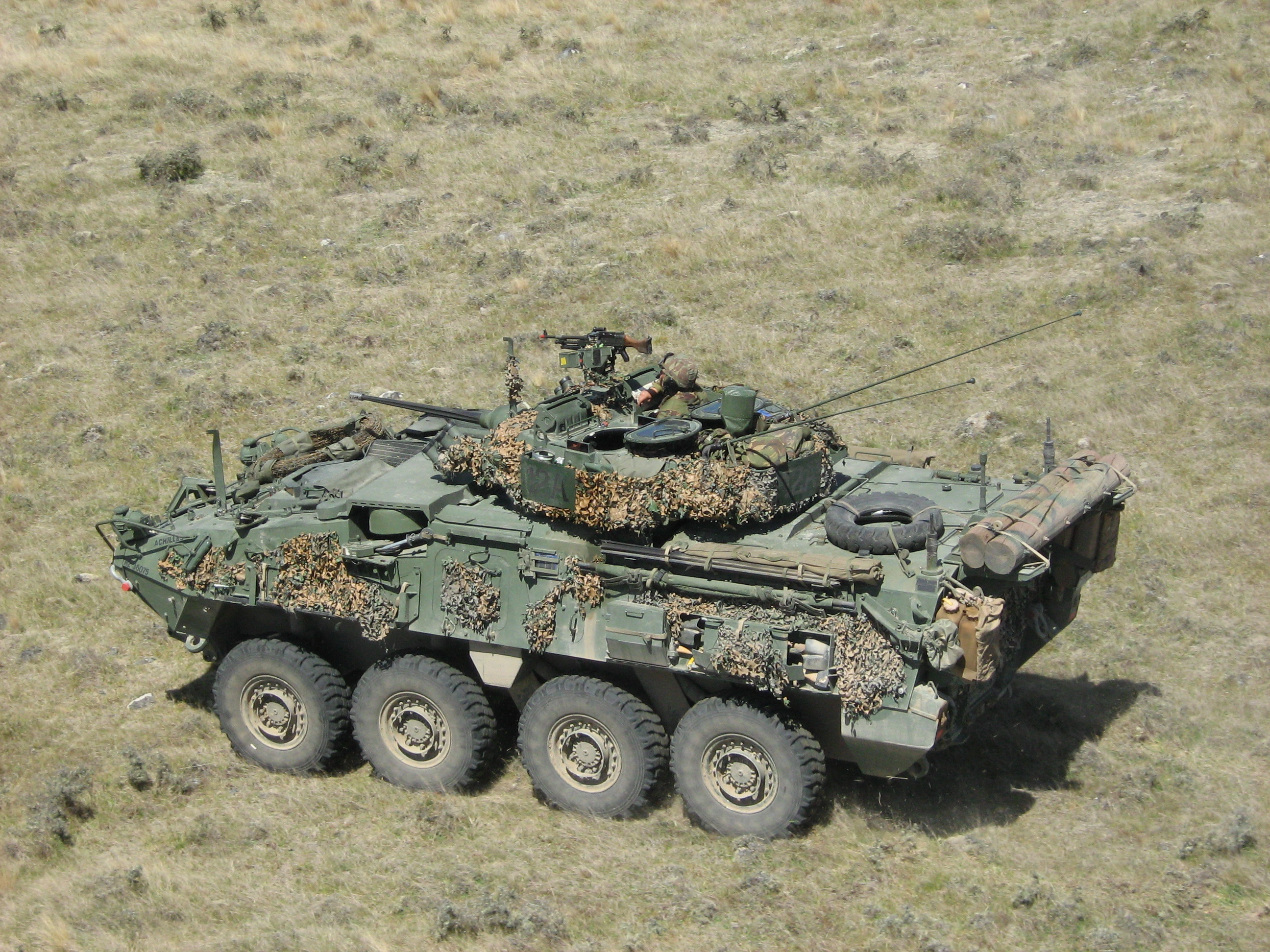
VBL III de la Nouvelle-Zélande

La New Zealand Army (NZA) se compose de 4 500 soldats à temps plein et 2 500 à temps partiel. La plupart sont du corps de l'infanterie. Toutes ses unités d'active sont regroupées dans les années 2010 dans une unique brigade. La Nouvelle-Zélande n'utilise pas de chars, mais elle possède plus de cent véhicules blindés légers VBL III. La Special Air Service of New Zealand est le corps des forces spéciales de la NZDF. Parmi les autres branches de la NZA on peut nommer:
- Royal New Zealand Infantry Regiment (en)
- Queen Alexandra's Mounted Rifles
- Royal Regiment of New Zealand Artillery (en)
- Corps of Royal New Zealand Engineers (en)
- Royal New Zealand Corps of Signals (en)
- Royal New Zealand Army Logistic Regiment (en)
- Royal New Zealand Army Medical Corps
- Royal New Zealand Army Nursing Corps
- Royal New Zealand Army Dental Corps
- Corps of Royal New Zealand Military Police
- New Zealand Intelligence Corps (en)

### Marine

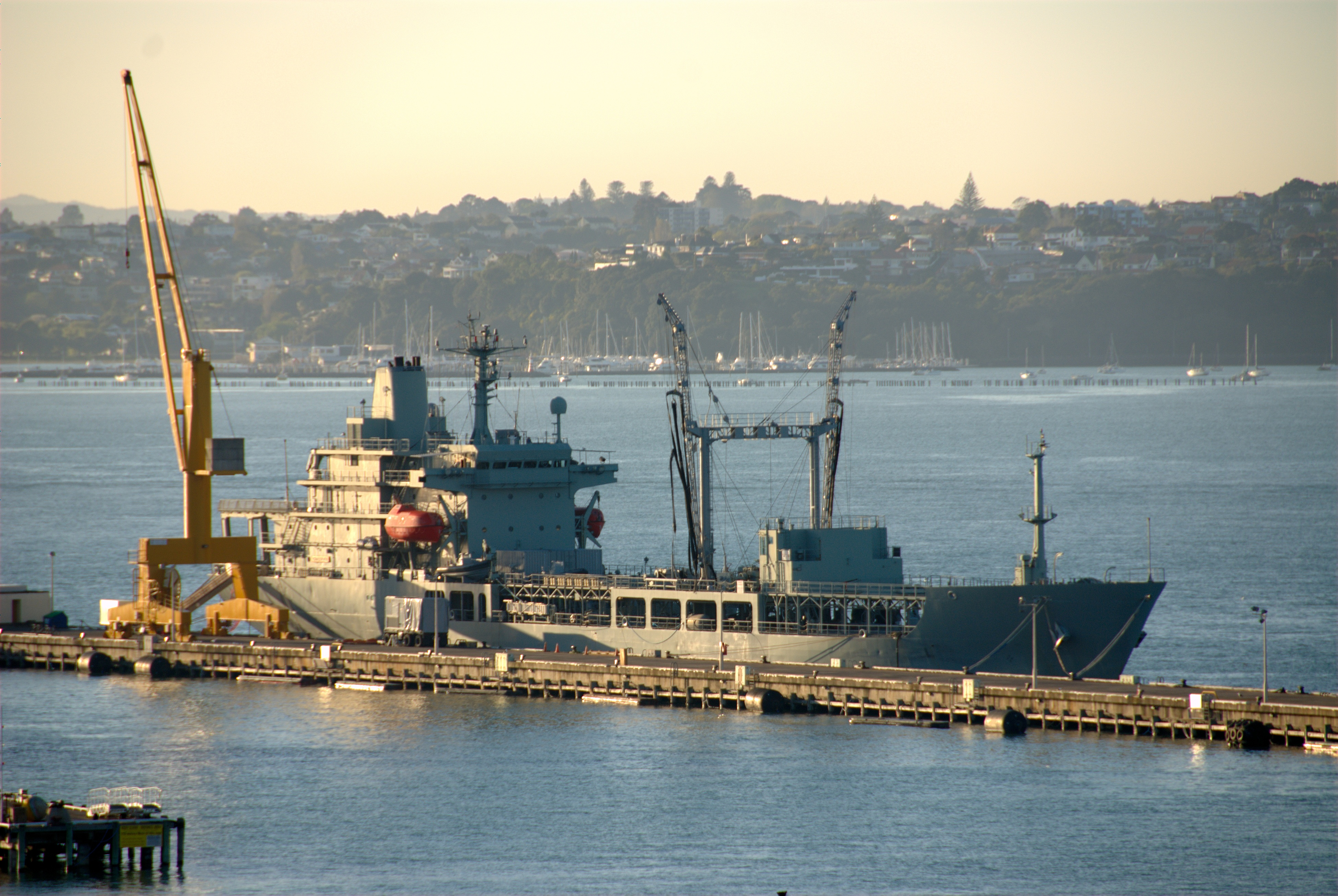
HMNZS Endeavour

Au 6 octobre 2024, la RNZN ne dispose que de cinq navires opérationnels : le navire de ravitaillement auxiliaire HMNZS Aotearoa, le navire de transport maritime stratégique HMNZS Canterbury, les deux frégates néo-zélandaises de classe Anzac HMNZS Te Kaha et HMNZS Te Mana, développées avec l'Australie , et le patrouilleur côtier HMNZS Tupao.
Au début des années 2010, elle disposait d'une dizaine de navires, y compris des navires de patrouille et de logistique. Elle devait acheter sept autres navires qui font partie du Project Protector (en) mais plusieurs ont été mis en réserve ou vendus depuis.

### Force aérienne

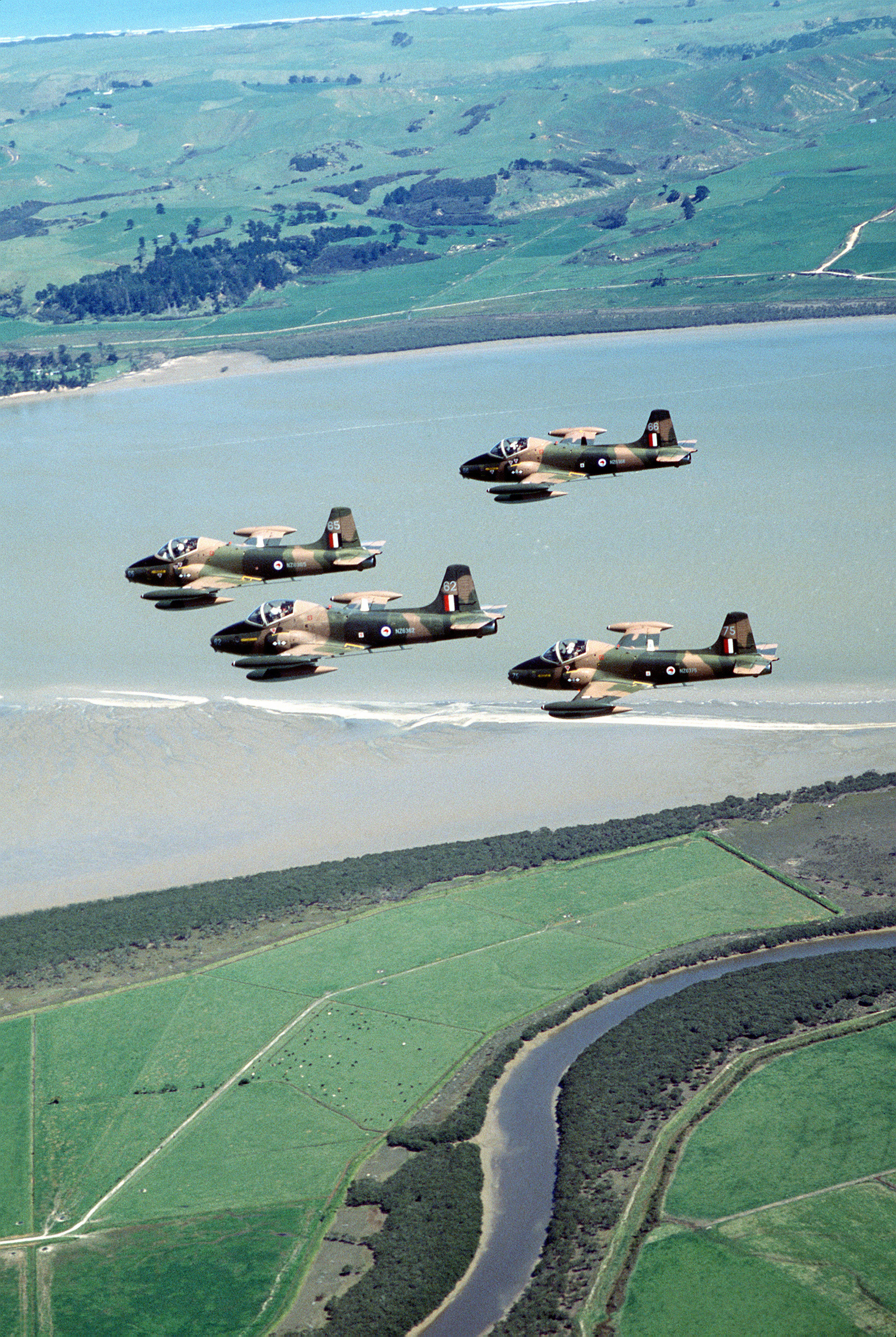
Strikemaster Mk.88

La Royal New Zealand Air Force (RNZAF) consiste en cinquante avions, principalement 4 P-8 Poseidon de lutte anti-sous-marine livré en 2022/2023 qui remplace 6 P-3 Orion retiré en janvier 2023, des C-130 Hercules et d'autres avions de transport. La RNZAF n'a pas de force d'attaque à la suite de la mise à la retraite de ses flottilles de A-4 Skyhawk et d'Aermacchi MB-339 en 2001 ; un projet d'acheter vingt-huit F-16 Fighting Falcon fut annulé en 2000. L'hélicoptère NH90 est appelé à remplacer le UH-1 Huey. Le PAC CT/4 est produit en Nouvelle-Zélande.

## Quartier général
Un nouveau bâtiment pour le quartier général de la NZDF fut inauguré par la Première ministre Helen Clark le 28 mars 2007. Ce nouvel édifice sur Aitken Street à Wellington remplace celui de Stout Street qui abrita le quartier général de la NZDF pendant plus de trois-quarts de siècle ; y travaillent environ 900 personnes, dont celles de la New Zealand Security Intelligence Service et du ministère de la Défense (en).
Les forces opérationnelles des trois branches sont dirigées depuis le quartier général de Joint Forces New Zealand près du Camp militaire de Trentham (en) à Upper Hutt. C'est depuis cet édifice que les commandements des troupes de l'air, de la terre et de la marine s'exercent. Le Commander Joint Forces New Zealand (COMJFNZ), aujourd'hui le général de division Rhys Jones, contrôle tous les déploiements ainsi que la plupart des exercices menés à l'étranger.

## Relations internationales en défense
La Nouvelle-Zélande maintient qu'elle tient des « forces minimales crédibles », mais des critiques (incluant le Parti national, dans l'opposition depuis les années 1990) maintiennent que les forces de défense du pays sont en dessous de ce seuil. Le pays maintient que sa région d'intérêt stratégique direct s'étend de l'Australie à l'Asie du Sud-Est jusqu'au Pacifique Sud ; avec un budget de la défense d'environ 1 % du PIB, elle doit nécessairement coopérer avec d'autres pays, en particulier l'Australie. Celui-ci étant pour l'année fiscale 2010 de 2,85 milliards de dollars néo-zélandais (1,9 milliard de dollars américains, 1,53 milliard d'euros) soit 1,38 % du PIB et 3,09 % du budget de l'État. En 2019, il est de 2,76 milliard d'euros) soit 1,5 % du PIB et 3,92 % du budget de l'État.
La Nouvelle-Zélande participe activement au maintien de la paix partout dans le monde, particulièrement aux îles Salomon et l'île Bougainville. Elle maintient un contingent dans la Force multinationale et observateurs au Sinaï et a contribué à plusieurs opérations de maintien de la paix avec les Nations unies, dont en Angola, au Cambodge, en Somalie, dans l'ancienne République fédérale socialiste de Yougoslavie et dans le golfe Persique. Son intervention la plus récente fut celle de Timor oriental, où elle envoya presque 10 % de ses forces militaires et où elle reste la seconde force la plus nombreuse.
La Nouvelle-Zélande coopère en entraînement et exercices avec les Philippines, la Thaïlande, l'Indonésie, la Papouasie-Nouvelle-Guinée, le Bruneï, la Tonga et d'autres pays du Pacifique Sud. Elle coopère également avec ses partenaires des Five Power Defence Arrangements, lesdits pouvoirs étant l'Australie, le Royaume-Uni, la Malaisie et Singapour. Depuis la suspension de coopération au sein du traité de l'ANZUS de la part des États-Unis en 1986 à la suite de l'adoption d'une politique anti-nucléaire de la part du gouvernement Néo-Zélandais, la Nouvelle-Zélande ne coopère qu'avec l'Australie au sein dudit traité. Toutefois, elle maintient de bonnes relations avec les États-Unis ; ses troupes ayant été envoyées en Afghanistan de 2001 a 2021 et en Irak lutter aux côtés des forces américaines. En 2004 le président américain George W. Bush a décerné un Presidential Unit Citation au Special Air Service of New Zealand (NZ SAS).